# Sybra minutissima
Sybra minutissima là một loài bọ cánh cứng trong họ Cerambycidae.